# Subaru Trezia
Le Trezia est un minispace de la marque Subaru sorti en novembre 2010 au Japon et en avril 2011 en Europe.
Il s'agit d'une Toyota Ractis deuxième génération simplement rebadgé.
Au Japon, le Trezia n'est disponible qu'en moteur essence, 1,3 litre ou 1,5 litre, systématiquement associé à une boîte automatique à variateur CVT. Le Trezia 1.5 peut être livré en traction ou en 4 roues motrices, la version 1.3 n'étant disponible qu'en traction.
Son lancement en Europe a été retardé de 6 mois par le tsunami ayant touché le Japon en 2011, qui a entraîné une pénurie de composants électroniques et la destruction du port de Sendai duquel le Trezia devait être expédié.  Quand il arrive enfin en Europe, le Trezia n'est proposé qu'en traction et avec une boîte manuelle 6 vitesses. En France, il n'existe qu'avec le diesel Toyota 1.4 D-4D de 90 ch mais il est également diffusé avec le 1.3 essence dans certains pays européens.
Comme son pendant Toyota, il bénéficie d'un léger restylage début 2014. 
Il quitte le marché européen la même année, seuls 6 756 exemplaires auront été vendus sur le Vieux Continent depuis le lancement du véhicule ; la majeure partie ayant été écoulée en Allemagne et en Suisse.